# Antonysamy Francis
Antonysamy Francis (ur. 15 kwietnia 1946 w Iluppur) – indyjski duchowny rzymskokatolicki, w latach 2008–2024 biskup Kumbakonam.

## Życiorys
Święcenia kapłańskie przyjął 2 sierpnia 1974 i został inkardynowany do diecezji Tanjore. Po święceniach został wikariuszem w Vailankanni, zaś w latach 1978-1980 wykładał w seminarium w Tiruchirappalli. W latach 1981–1983 studiował w Rzymie, zaś po powrocie do kraju objął funkcję sekretarza biskupiego, a następnie dyrektora wydziału kurialnego ds. katechezy i laikatu. W latach 1991–1995 piastował urząd proboszcza w Mandai. Od 1995 był pracownikiem Konferencji Episkopatu Indii, w której pełnił funkcje sekretarza kilku komisji. W 1998 został ojcem duchownym seminarium w Coimbatore, zaś w 2003 powrócił do Vailankanni jako proboszcz parafii i wicerektor bazyliki.
31 maja 2008 otrzymał nominację na biskupa Kumbakonam. Sakry biskupiej udzielił mu 9 lipca 2008 abp Antony Anandarayar. 13 stycznia 2024 przeszedł na emeryturę.